# Piero Antonio Toma
Piero Antonio Toma (Tuglie, 20 marzo 1935) è un giornalista, scrittore e editore italiano. 

## Biografia
Esordisce giovanissimo nel suo paese d'origine come corrispondente di numerosi quotidiani e settimanali. Nel 1962 si laurea all'Università di Napoli in Scienze Politiche con 110/110: è la prima tesi in Italia sulla Cina comunista.
Dal 1990 al 1993 ha svolto la funzione di ghost writer del Rettore della università Federico II, Carlo Ciliberto. Dal 2006 dirige l'Istituto di Servizi per l'Informazione.

### Attività giornalistica[senzafonte]
Ha collaborato a numerosi quotidiani da Il Mattino al Corriere della Sera, alla Gazzetta del Mezzogiorno, a Il Sole 24 Ore, dove è rimasto per una ventina d'anni. Ha fondato e diretto numerosi periodici, come La Gazzetta della Campania, Napoli Guide, la prima testata di quartiere a Napoli, Vomero News e un mensile per la diffusione del libro, Lèggere Leggèro. Collabora con La Repubblica (Napoli).
Nel 1984 ha fondato e diretto fino al 1999 l'agenzia stampa Informedia specializzata nella diffusione di notizie economiche.
Tramite Informedia ha anche collaborato con successo con Vittorio Bongiorno per diffondere la 'Tombola Napoletana', un tradizionale gioco popolare precedentemente noto come 'Bonafficiatella'. Nel 1980 Vittorio Bongiorno ha illustrato e trasformato personalmente questo gioco in un innovativo prodotto commerciale, presentato in tre lingue, contribuendo al rinnovamento di una tradizione in estinzione. L'espressione 'tombola napoletana' è stata introdotta attraverso il nome del prodotto.

## Libri
È autore di saggi, poesie e racconti, fra i quali:
- Tuglie, storie di un paese, Adriano Gallina editore, 1979
- Storia del porto di Napoli, Sagep Genova 1991, ISBN 8870584097
- Renato Caccioppoli. L'Enigma, Esi, 1992 (nel 2004 in seconda edizione), ISBN 978-88-71046-44-0, nel 2022 è uscita una terza edizione aggiornata col titolo Renato Caccioppoli - Vita di un matematico napoletano, Castelvecchi, ISBN 978-88-3290-584-7
- Armatori meridionali ieri e oggi, (insieme con Bianca D'Antonio), Sagep Genova, 1992, ISBN 978-88-70584-73-8
- Il passo della calandra, Edizioni Scientifiche Italiane, 1993, ISBN 978-88-71048-40-6
- L'avventura nella Stazione di Napoli - Anton Dohrn, Esi 1996, ISBN 978-88-81142-93-4, nel giugno 2022 è uscita una seconda edizione aggiornata col titolo Il grande albergo degli scienziati – Centocinquanta anni della Stazione Zoologica Anton Dohrn, Arte’m, ISBN 9788856908725
- Giornali e Giornalisti a Napoli 1799-1999, Grimaldi 1999, ISBN 978-88-88338-46-0
- Con il titolo Letteratura e informazione ha dato un contributo nel volume Arte e Storia di Napoli, a cura di Filomena Maria Sardella, Bonechi Firenze 1999, ISBN 978-88-47604-87-2
- L'uomo dei numeri – Carlo Ciliberto, Colonnese 2001, ISBN 88-87501-34-3
- Cronache napoletane, volume collettaneo di storia e di cronaca sugli ultimi trent'anni di Napoli (nel gennaio 2003 il volume è andato in seconda edizione), Graus 2002 ISBN 88-8346-007-3
- Cronache metropolitane, Graus 2004 ISBN 88834460502
- Quale impresa a Napoli fra società e cultura, (a cura di), Napoletanagas 2004 - Fuori commercio
- Il silenzio dei giusti - 1943. Il ritorno degli Ebrei, Grimaldi 2004, ISBN 888833887X
- Napoli sotto il cielo, Compagnia dei Trovatori 2006, ISBN 978-88-90197-23-9
- Napoli e la Compagnia del Gas. Due secoli insieme, Compagnia dei Trovatori 2006 - Fuori commercio
- Il tesoro di Pescocostanzo, Compagnia dei Trovatori 2007, seconda edizione ISBN 889019720
- Effetto Domino – Dieci autori in cerca di un romanzo, (a cura di), Treves, 2009 ISBN  9788890121270
- Almanacco napoletano di scrittori e poeti, ed. 2011,ISBN 9788895889061, 2012 (ISBN 978889051532), 2013 ISBN 9788898180035, 2014 (ISBN 97888981800669) 2015 ISBN 9788898180110, 2016 (insieme con Vittorio Bongiorno), Compagnia dei Trovatori
- Il nostro Novecento. Due giornalisti a confronto (insieme con Ermanno Corsi), Compagnia dei Trovatori 2010, ISBN 978-88-95889-07-8
- Letteratura e camorra (a cura di), Compagnia dei Trovatori 2012
- La memoria raccontata (a cura di), Eni-Apve 2012
- 1862-2012 – Napoletanagas: da 150 anni il futuro della Campania, Compagnia dei Trovatori 2012
- La ragazza che leggeva Gesualdo Bufalino, Editori Riuniti, 2013, ISBN 978-88-35992-70-7
- Caffè a Toledo (a cura di), Compagnia dei Trovatori 2014, ISBN 9788898180097
- Caffè di Napoli (a cura di), Compagnia dei Trovatori 2015, ISBN 9788898180165
- Quirinale amori e passioni. Da Enrico De Nicola a Sergio Mattarella, (insieme con Ermanno Corsi), Grimaldi, 2015, ISBN 978-88-98199-26-6
- Dal Mezzogiorno al Mediterraneo, il lungo tempo della rinascita, Guida Editori, 2015, ISBN 978-88-68661-59-5
- Donne al potere in Italia e nel mondo (insieme con Ermanno Corsi), Guida Editori, 2016, ISBN 978-88-68662-39-4
- Napoli in love (a cura di), Compagnia dei Trovatori, 2016 (ISBN 978-88-98180-20-2), 2017 ISBN 9788898180336, 2018 ISBN 9788898180233, 2019 ISBN 9788898180240, 2020 ISBN 9788868666705
- Cronache di un paese con abitanti, Compagnia dei Trovatori, 2017, ISBN 978-88-98180-21-9
- NapoliPorto - La nuova città, a cura di, Guida editori, 2017 ISBN 9788868663117
- Napoli in love / 2, Napoli in love / 3 e Napoli in love / 4, a cura di, Compagnia dei Trovatori - Vitanova, 2017, 2018, 2019
- Napoli in love / 5, a cura di, Compagnia dei Trovatori Vitanova - Guida editori, 2020
- Tentazione, Domenico Rea, a cura di, Compagnia dei Trovatori - Esprit, 2017 ISBN 9788894208313
- Sfogliate, sfogliatelle e altri racconti, a cura di, Compagnia dei Trovatori-Stampe Viviani ISBN 9788894208320
- A sud del Sessantotto, tra storia e storie, Guida editori 2018 ISBN 9788868664732
- Il giornalista che si fece notizia, Homo Scrivens 2019 ISBN  9788832781403
- Michele Prisco tra letteratura e cinema, a cura di, Compagnia dei Trovatori, 2020 ISBN 9788898180288
- Le donne del canto amaro, Compagnia dei Trovatori, 2020 ISBN 9788898180295
- A suon di parole (con Lino Blandizzi) e con un cd con 13 canzoni, di cui una di Luigi Compagnone, Guida editori 2021 ISBN 9788868667276
- Nulla sarà come prima? a cura di, Autori vari, Guida editori 2021 ISBN 9788868667528
- Le nuove strade del racconto - Vent’anni di libri (2001-2021), De Frede Editore, 2022 ISBN 9788899926632
- Da Napoli nel mondo per ponti e strade, Guida editori, 2022 ISBN 9788868669836
- Le donne che conquistano il mondo, (insieme con Ermanno Corsi), Marlin editore, 2022 ISBN 9788860431820
- Quando l'amore non basta, Colonnese editore, 2023
- Una casa per tornare – Storie di emigrazione -Passerino editore, 2023 ISBN 9788890928208
- Il lungo tempo del timo - Passerino editore, 2024, ISBN 9791298511156
- Se le parole non finiscono (poesie), Homo Scrivens, 2025 - ISBN 9788832781403

## Canzoni
È autore di testi musicati dal cantautore Lino Blandizzi:
- Acqua, 2011
- Vieni donna del sud, 2012
- Salvate Venere, salviamo Venere, 2013
- E la nostra notte farsi altrove giorno, 2014
- Con un paese nel cuore, 2015
- Il buongiorno del caffè, 2015
- La canzone di Gioele, 2017
- Lettera a Gerardo, 2017
- Non voglio più vedere il mare, 2017
- Vita nutrite di esempio, 2018
- Vecchio mio, 2018
- Grazie a lei e a tutti i giovani, 2020
- Siamo dentro al mondo in pericolo, 2021
- Il nuovo vento del Sud, 2023

## Premi
Un premio alla carriera di giornalista e di saggista dell'informazione gli è stato conferito il 12 aprile 2003 a Reggio Calabria con il Trofeo Pepè Caminiti. Nel dicembre 2004 per i tipi di Grimaldi ha firmato Il silenzio dei giusti. Napoli 1943. Il ritorno degli Ebrei, un romanzo-verità su una intera comunità della Campania che salva una sessantina di ebrei dalla deportazione, e che è stato premiato in Israele. Per la sua attività culturale nel campo del giornalismo e della saggistica ha ricevuto il Trofeo Chinnici,  il Premio Pompei, il Premio Palizzi e il Premio Megaris. Nel 2011 gli è stato conferito il Premio Fanzago per la sua attività giornalistica e saggistica. Nel 2015 gli è stato assegnato il Premio giornalistico “Antonio Maglio” alla carriera. Nel 2017 gli è stato assegnato il Premio internazionale Francesco Saverio Nitti per il saggio Dal Mezzogiorno al Mediterraneo, il lungo tempo della rinascita, Guida Editori, 2015. Ed infine nel 2019 è stato insignito del Premio Nazionale Olmo.

## Onorificenze
Il 27 gennaio 2015 il Comune di Tora e Piccilli (Caserta) gli ha conferito la cittadinanza onoraria per il suo volume “Il silenzio dei giusti - 1943. Il ritorno degli ebrei”, pubblicato dieci anni fa dall'editore Grimaldi. Il volume, che è stato presentato in tre città d'Israele, narra di un gruppo di ebrei napoletani che, dopo aver soggiornato in quel paese fra il 1942 e il 1943, all'arrivo delle truppe tedesche furono salvati grazie all'ospitalità, all'accoglienza e al “silenzio" degli abitanti. Per questa coraggiosa solidarietà il Presidente della Repubblica Carlo Azeglio Ciampi conferì al Comune di Tora e Piccilli la medaglia al valor civile.

## Attività di agenzia stampa
Nel 1984 ha fondato e diretto fino al 1999 l'agenzia stampa Informedia specializzata nella diffusione di notizie economiche. Dal 1990 al 1993 ha svolto la funzione di ghost writer del Rettore della università Federico II, Carlo Ciliberto. Dal 2006 dirige l'Istituto di Servizi per l'Informazione.

## Editoria
Dal dicembre 2005 ha costituito insieme con Nando Vitali e Vittorio Bongiorno, una casa editrice, Compagnia dei Trovatori, con collane riservate alla letteratura, alla memorialistica, alla poesia e alle biografie, e di cui è presidente.